# Championnat du monde masculin de volley-ball

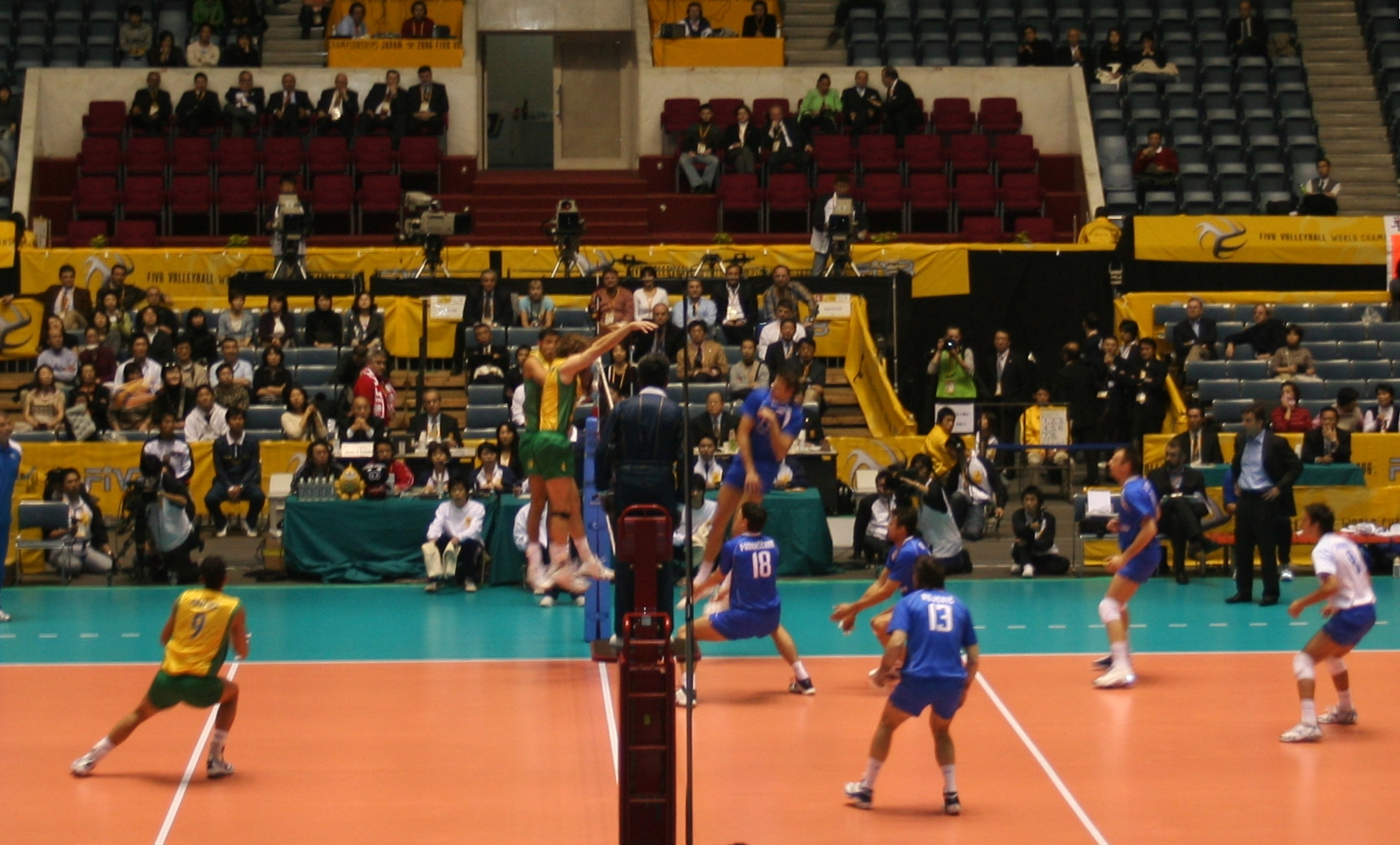
Brésil-Serbie
lors du Championnat du monde 2006

Les Championnats du monde masculin de volley-ball sont créés par la Fédération internationale de volley-ball en 1949 et ont lieu pour la première fois en Tchécoslovaquie.
Ils se déroulent tous les quatre ans, entre les Jeux olympiques d'été depuis l'introduction du volley en tant que sport olympique en 1964, et regroupent les meilleures équipes de chaque continent (au moins une équipe par continent est présente).
Jusqu'en 1974, les compétitions masculines et féminines ont lieu dans le même pays.

## Palmarès
| Année | Lieu             | Champion            | Finaliste         | Troisième  | Quatrième            |
| ----- | ---------------- | ------------------- | ----------------- | ---------- | -------------------- |
| 1949  | Prague           | URSS (1)            | Tchécoslovaquie   | Bulgarie   | Pologne              |
| 1952  | Moscou           | URSS (2)            | Tchécoslovaquie   | Bulgarie   | Roumanie             |
| 1956  | Paris            | Tchécoslovaquie (1) | Roumanie          | URSS       | Pologne              |
| 1960  | Rio de Janeiro   | URSS (3)            | Tchécoslovaquie   | Roumanie   | Pologne              |
| 1962  | Moscou           | URSS (4)            | Tchécoslovaquie   | Roumanie   | Bulgarie             |
| 1966  | Prague           | Tchécoslovaquie (2) | Roumanie          | URSS       | Allemagne de l'Est   |
| 1970  | Sofia            | Allemagne de l'Est  | Bulgarie          | Japon      | Tchécoslovaquie      |
| 1974  | Mexico           | Pologne (1)         | URSS              | Japon      | Allemagne de l'Est   |
| 1978  | Rome             | URSS (5)            | Italie            | Cuba       | Corée du Sud         |
| 1982  | Buenos Aires     | URSS (6)            | Brésil            | Argentine  | Japon                |
| 1986  | Paris            | États-Unis          | URSS              | Bulgarie   | Brésil               |
| 1990  | Rio de Janeiro   | Italie (1)          | Cuba              | URSS       | Brésil               |
| 1994  | Grèce            | Italie (2)          | Pays-Bas          | États-Unis | Cuba                 |
| 1998  | Japon            | Italie (3)          | RF de Yougoslavie | Cuba       | Brésil               |
| 2002  | Argentine        | Brésil (1)          | Russie            | France     | RF de Yougoslavie    |
| 2006  | Japon            | Brésil (2)          | Pologne           | Bulgarie   | Serbie-et-Monténégro |
| 2010  | Italie           | Brésil (3)          | Cuba              | Serbie     | Italie               |
| 2014  | Pologne          | Pologne (2)         | Brésil            | Allemagne  | France               |
| 2018  | Italie Bulgarie  | Pologne (3)         | Brésil            | États-Unis | Serbie               |
| 2022  | Pologne Slovénie | Italie (4)          | Pologne           | Brésil     | Slovénie             |

## Tableau des médailles
| Rang | Pays               | Médaille d'or | Médaille d'argent | Médaille de bronze | Total |
| ---- | ------------------ | ------------- | ----------------- | ------------------ | ----- |
| 1    | URSS               | 6             | 2                 | 3                  | 12    |
| 2    | Italie             | 4             | 1                 | 0                  | 5     |
| 3    | Brésil             | 3             | 3                 | 1                  | 7     |
| 4    | Pologne            | 3             | 2                 | 0                  | 5     |
| 5    | Tchécoslovaquie    | 2             | 4                 | 0                  | 7     |
| 6    | États-Unis         | 1             | 0                 | 2                  | 5     |
| 7    | Allemagne de l'Est | 1             | 0                 | 1                  | 2     |
| 8    | Roumanie           | 0             | 2                 | 2                  | 4     |
| 8    | Cuba               | 0             | 2                 | 2                  | 4     |
| 10   | Bulgarie           | 0             | 1                 | 4                  | 5     |
| 11   | Serbie             | 0             | 1                 | 1                  | 2     |
| 12   | Pays-Bas           | 0             | 1                 | 0                  | 1     |
| 13   | Japon              | 0             | 0                 | 2                  | 2     |
| 14   | Argentine          | 0             | 0                 | 1                  | 1     |
| 14   | France             | 0             | 0                 | 1                  | 1     |
| 14   | Allemagne          | 0             | 0                 | 1                  | 1     |

## Meilleurs joueurs par tournoi
| - 1949-1966 – non décernés - 1970 – Rudi Schumann - 1974 – Stanisław Gościniak - 1978 – non décerné - 1982 – Vyacheslav Zaytsev - 1986 – Philippe Blain - 1990 – Andrea Lucchetta - 1994 – Lorenzo Bernardi - 1998 – Rafael Pascual | - 2002 – Marcos Milinkovic - 2006 – Gilberto Godoy Filho - 2010 – Murilo Endres - 2014 – Mariusz Wlazły - 2018 – Bartosz Kurek - 2022 – Simone Giannelli |

## Navigation
- Championnat du monde féminin de volley-ball